# Casal de la Previsió
Le Casal de la Previsió est un bâtiment situé à Barcelone et est classé bien culturel d'intérêt local.
Il est mitoyen avec l'arrière du Palais de la musique catalane. Il a des affinités stylistiques avec le Bâtiment de la Caisse de Pensions de Barcelone, dans son style néo-gothique, bien qu'il corresponde à une typologie beaucoup plus moderne, proche des nouvelles conceptions d'immeubles de bureaux.
La façade principale allie les murs arrondis aux angles et le corps central aux corps plats, hauts et à créneaux, à l'esthétique médiévale. Cette façade présente une ornementation sculpturale attribuée à Eusebi Arnau.

## Histoire
Il a été conçu en 1920 par l'architecte Enric Sagnier pour le compte de Francesc Moragas i Barret, directeur-gérant de La Caixa de Pensions, pour abriter les bureaux de l'Institut National de Prévision, ainsi que des appartements en location aux étages supérieurs.
En 2002, il a été acquis par la société immobilière Núñez y Navarro avec l'intention d'en faire un hôtel, mais deux décennies plus tard, le bâtiment reste toujours inutilisé et Barcelona Global l'a inclus dans son rapport sur les propriétés sous-utilisées dans le centre économique de la ville,.

## Source de traduction
- (ca) Cet article est partiellement ou en totalité issu de l’article de Wikipédia en catalan intitulé « Casal de la Previsió » (voir la liste des auteurs).

## Liens
- « Casal de la Previsió ». Pobles de Catalunya. Guia del Patrimoni Històric i Artístic dels municipis catalans. Fundació per a la Difusió del Patrimoni Monumental Català.
- « Casal de la Previsió ». Arquitectura Modernista. Valentí Pons Toujouse.